# Створення світу в Біблії
Створення світу Богом — концепція створення світу, що засновується на догматах християнської та юдейської віри. Біблійний текст має різні тлумачення — починаючи від тих, що ґрунтуються на буквальному розумінні до таких, що розглядають створення світу Творцем, як символ.

## Біблія

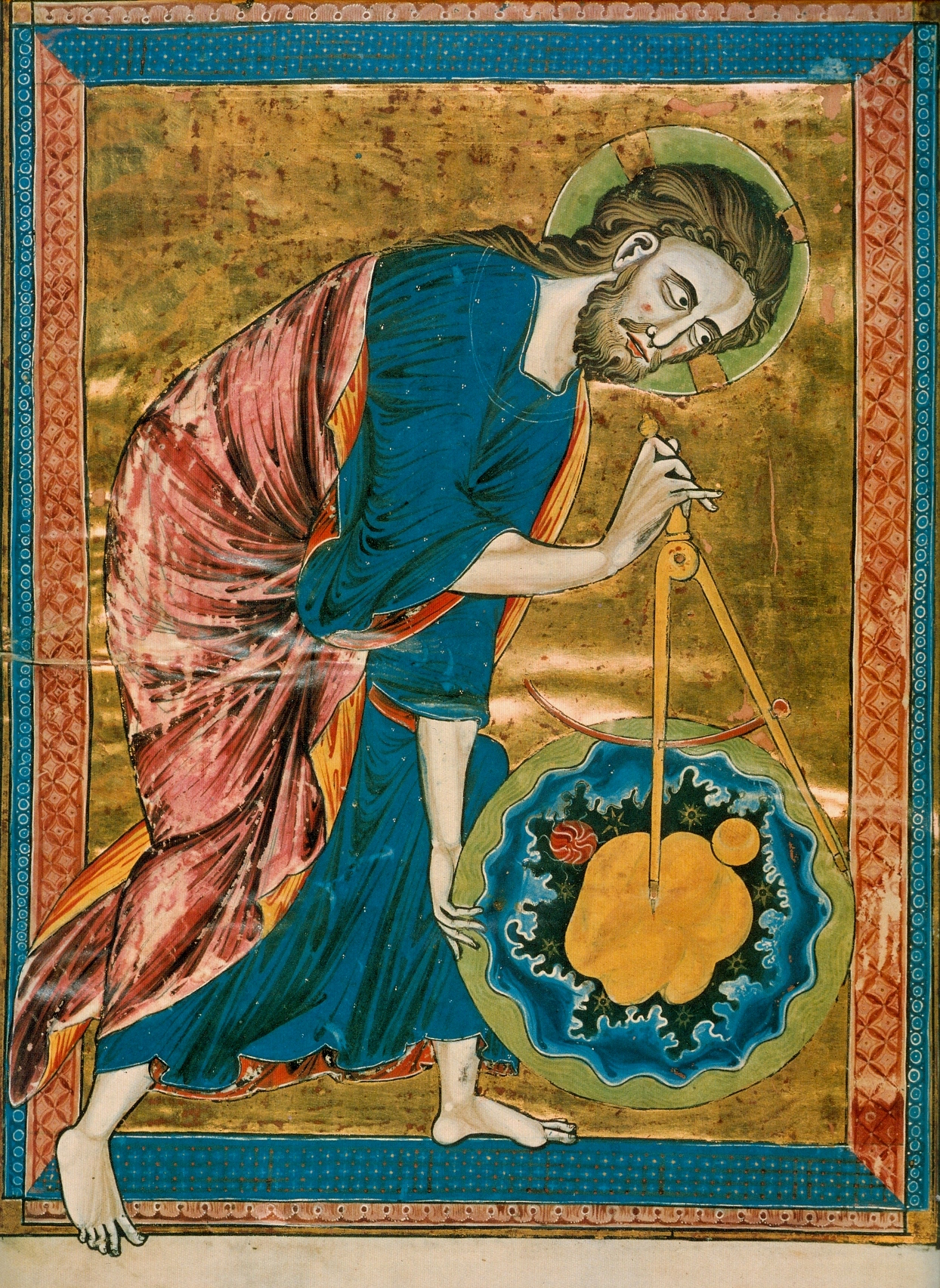
Бог, що створює Всесвіт з допомогою циркуля. Мініатюра із французької Біблії. 1220–1230 роки. Австрійська, Національна бібліотека. Відень.

### Книга Буття
Перша книга Старого заповіту — Книга Буття досить детально розповідає про створення Богом Всесвіту. Першим був створений Космос, як першооснова Всесвіту потім Земля:
|  | На початку Бог створив Небо і землю. (Бут. 1:1) |

Згодом було створено світло, яке Господь відділив від темряви. Світло отримало назву «День», а темрява — «Ніч». В Біблії ця подія має назву «день перший». «Дня другого» було створене небо (твердь), або в інших перекладах можна зустрітити слово «простір», щоб відділити воду під «простором» і над «простором». «Третього дня» Бог відділив окремо воду з-попід неба і назвав суходіл, що з'явився «землею», а ту воду «морем». Після цього Він звелів з'явитись на землі рослинам і деревам. «Четвертого дня» були створені небесні світила: 
|  | Далі Бог зробив два великі світила, а також зірки. Більше світило, мало керувати днем, а менше - ніччю. Бут. 1:16 |

«Дня п'ятого» Бог створив дрібних істот (безхребетних, комах), та птахів (або в інших перекладах «істот, що літають»). Були створені живі істоти, що населяють води, та птахи. Дня шостого Бог створив плазунів та ссавців. Останньою серед Божих творінь була люди, яку Він створив:
|  | ...на наш образ і на нашу подобу, і нехай вона панує над рибами в морі, над летючими створіннями в небі, над домашніми тваринами, і над цілою землею, та всіма тваринами, що повзають по землі. Бут. 1:26 |

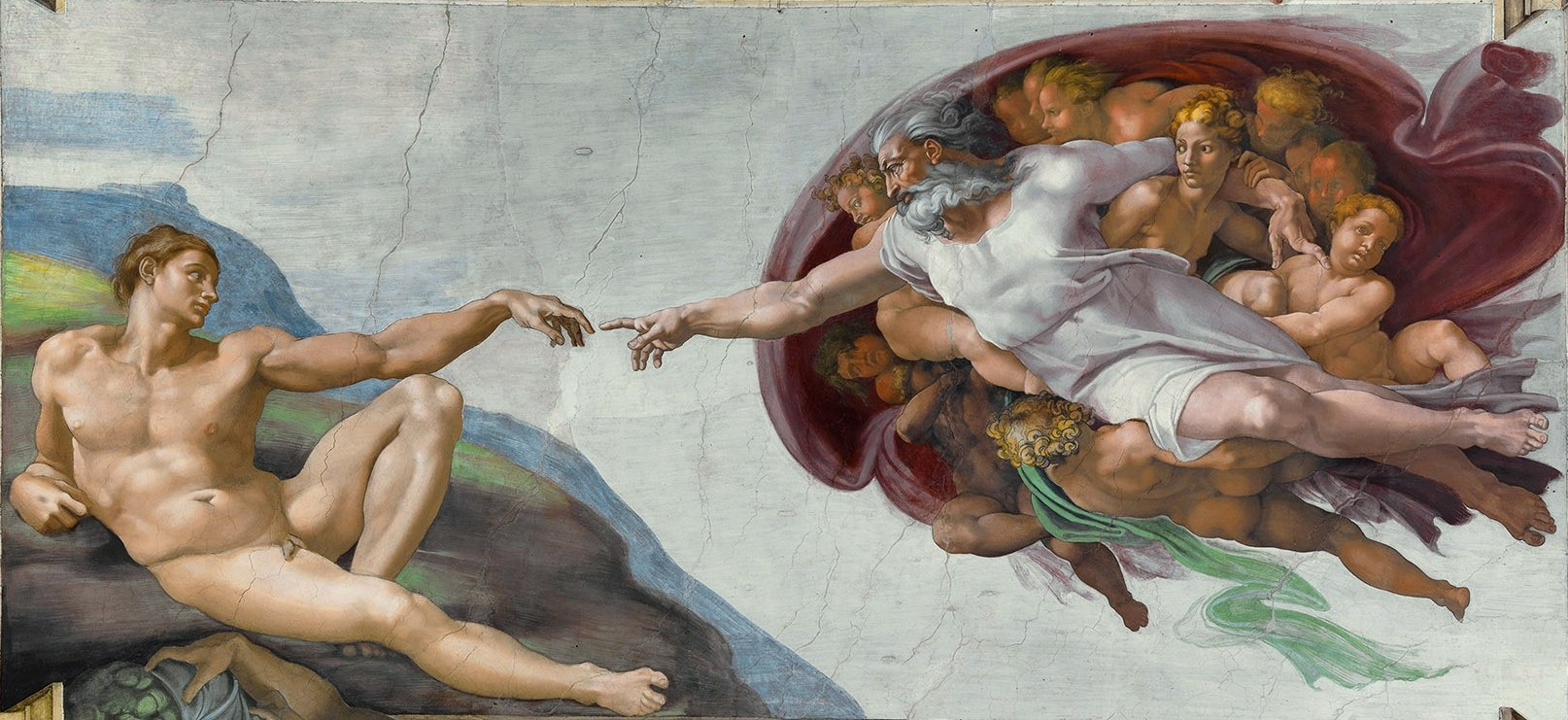
Створення Адама. Мікеланджело Буонаротті. Стеля Сикстинської капели. Фрагмент.

В другому розділі Буття написано, що Господь створив людину з пороху земного і вдихнув у неї «дихання життя», про те що перша жінка Єва була зроблена з ребра першого чоловіка Адама. Перших людей Бог поселив у райському саду Едем, в якому крім різних фруктових дерев росло дерево життя і дерево пізнання добра і зла. Найцікавіше те, що перші люди створені Богом не були м'ясоїдами, так само, як і тварини: 
|  | Потім Бог сказав:"Я дав вам усі рослини на землі, які дають насіння, і всі дерева, які приносять плоди, з насінням. Усе це буде вам на їжу. Також я дав усю зелень на їжу кожній дикій тварині на землі, кожному летючому створінню в небі і всьому, що рухається по землі і що має життя" . Бут. 1:29-30 |

### Новий завіт
У Новому завіті згадується,про те що Ісус Христос як 
син Бога теж брав участь у творенні світу . Зокрема у євангелії від Івана (1:1,3) сказано, що «На початку було Слово, Слово  було́ з Богом, і Слово було богом...Усе з'явилося через нього, і без нього ніщо не з'явилось». Таким чином весь світ, згідно НЗ створений Богом, який залучив до цієї праці Ісуса Христа, який символізує божественне логос - слово, тобто того, хто промовляв від імені Бога.

## Зв'язок концепції з близькосхідною міфологією

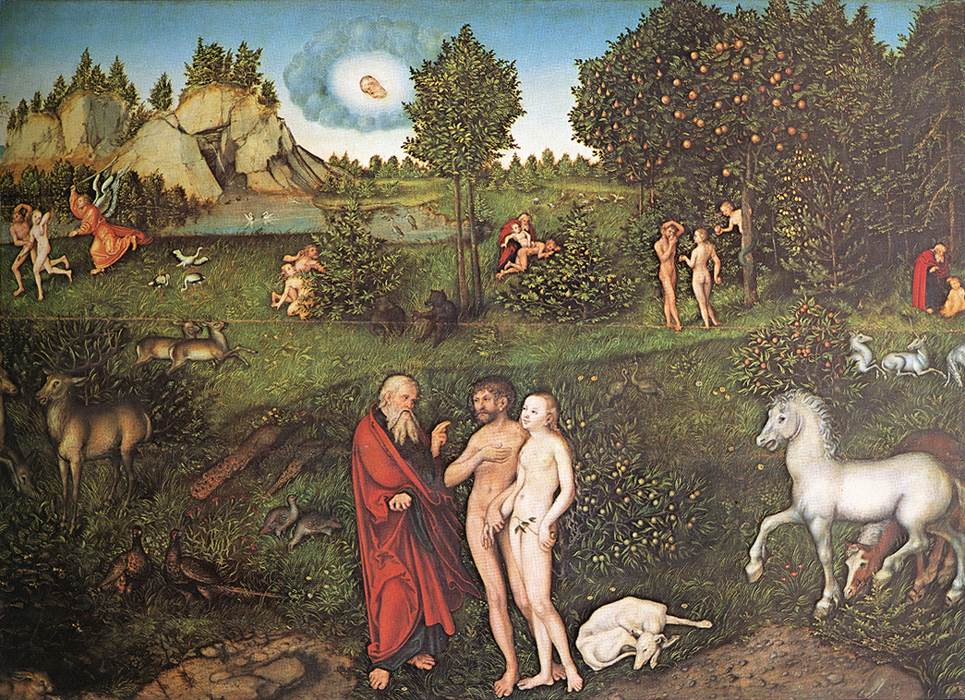
Адам і Єва. Лукас Кранах.

Дослідники біблійних текстів вважають, що світогляд, який лягає в основу опису творіння книги Буття, слід розглядати як вираження поширеною в давнину на Близькому Сході космології. У цій космології Земля представлялася у вигляді плоского диска з незліченними водами над і під ним. Купол піднебіння вважався твердою металевою чашею, що відокремлює від вод призначену для життя частину світу. Зірки представлялися впресованими в нижню поверхню небосхилу разом з проходом, який дозволяв переміщатися Сонця та Місяці назад і вперед. Плоский диск Землі виглядав як єдиний острів-континент, оточений океаном, що включає моря, які зараз називаються Середземним морем, Перською затокою та Червоним морем. Під земним диском знаходилося море прісних вод, джерело всіх прісноводних річок та джерело ів.
Дослідники стверджують, що розповіді творіння книги Буття порівнянні як з цієї космологією, так і з іншими близькосхідними міфологічними переказами: у першому оповіданні книги Бут. 1:1-2: 3) виявляються паралелі з вавилонсько-аккадського епосом про створення світу Енума Еліша, в другому оповіданні Бут. 2:4-25) — з Аккадським епосом.

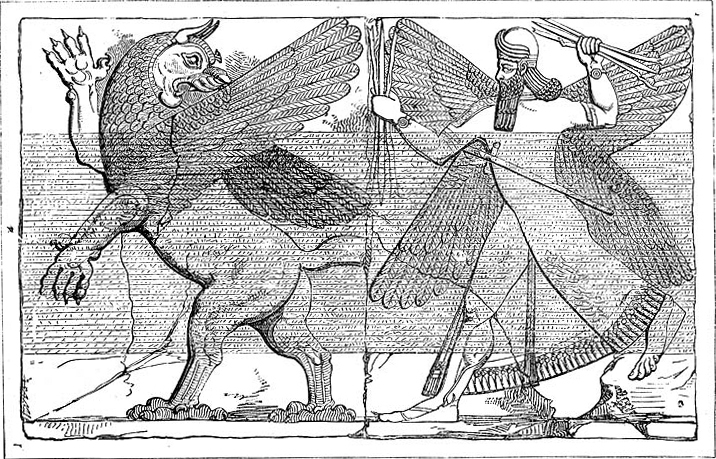
Мардук (праворуч) б'ється з Тіамат

Згідно з епосом Енума Еліша, початковим станом Всесвіту був хаос, сформований змішанням двох первісних водних стихій, жіночої морської Тіамат і чоловічого прісноводного Абзу. Через їх об'єднання було народжене шість поколінь богів. Між богами зав'язалася війна, що почалася з умертвіння Абзи і закінчилася тим, що бог Мардук розділив Тіамат на дві частини, які утворили небеса і землю; річки Тигр та Євфрат виникли з її очниць. Потім Мардук створив людину з глини, змішаної зі слиною і кров'ю, щоб він обслуговував землю для богів, у той час як Мардук звів себе на престол в вавилонському храмі Есагіла — храмі "з вершиною на небесах "як панує над світом.
В Біблії так само творіння світу починається з того, що створюється «небо і земля». Фраза «земля ж була пуста та порожня» вважається описом хаотичного стану світу на початку творіння, виходячи зі значення цих слів на івриті («Тоху-ва-Боху» — «безформна», «невлаштоване», «хаотична») . У біблійному творінні постійно присутня водна стихія, починаючи зі слів «Дух Божий носився над водою» і далі. Людина створена «з пороху земного» в результаті подиху Бога, він повинен «мати» землею і «обробляти» Едемський сад. Біблія оповідає про вавилонську вежу «висотою до небес».
Не менш виразно проглядаються аналогією з близькосхідної міфологією розповіді 2-го розділу книги Буття. Так, вавилонський міфічний герой Адапа зіставляється з Адамом. Адапа відмовився від дару безсмертя. Цей міф вперше засвідчений в кассидській період (14 в. До н. е.). Професор історії Близького Сходу Маріо Ліверані проводить багаторазові паралелі між історією Адапа, який знаходить мудрість, але якому забороняється «їжа безсмертя» небес, і історією Адама в Едені.
Нінгішзіда є месопотамским божеством-змієм, пов'язаним з пеклом. Його порівнюють зі змієм, що спокусила Адама та Єву скуштувати заборонений плід. Він часто зображувався обвивають навколо дерева як страж. Історик в області ассирології та шумерської літератури Торкілд Якобсен перекладає його ім'я з шумерської мови як «володар дерева добра».
Незважаючи на очевидні аналогії між оповіданням Буття і епосом Енума Еліша, є також істотні відмінності. Найпомітнішим є відсутність в Бутті «божественної битви» (в Енума Еліша боги б'ються з морською стихією Тіамат), якою керує Мардук як правителя світу. Проте дослідники вважають, що навіть це має відлуння Біблії у формі затвердження царственої влади Ягве над творінням в таких місцях як псалми Пс. 28 і Пс. 92, де Бог зображений сидить на троні над потоками вод в «Енума Еліш», і в книзі пророка Ісаї 27:1, де сказано що Бог вразить левіафана — «чудовисько морське». Ці біблійні образи розглядаються або як запозичення з вавилонського міфу або як його виклад із семітської культурі, або, навпаки, як відмова від вавилонських уявлень про походження світу і людини.
Біблеїсти вважають, що слово «безодня» в Бут 1:2 (на івриті «теом») пов'язане з ім'ям Тіамат і має на увазі того, хто противиться Богу, тобто сили зла, які також уособлюються водами (Тіамат — водна стихія), тому пророцтво Ісаї вказує на остаточну перемогу Бога над силами зла в Апокаліпсисі. Багато богослови вважають, що біблійні автори використовують мову широко відомої в той час і в тій культурі міфології для утвердження ідей монотеїзма.

### Філософія Об'єднання

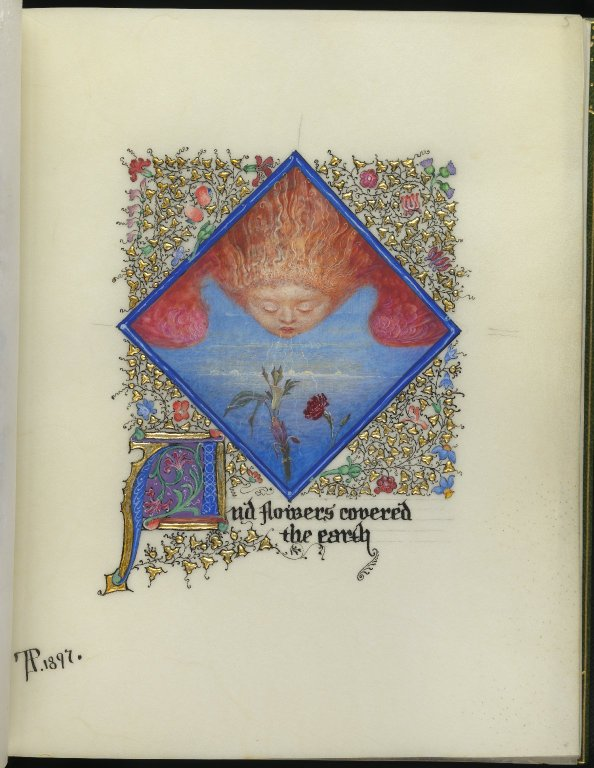
"І квіти вкрили землю" Phoebe_Anna_Traquair

## Різні гіпотези про походження біблійних текстів